# Brandt (ostpreußisches Adelsgeschlecht)

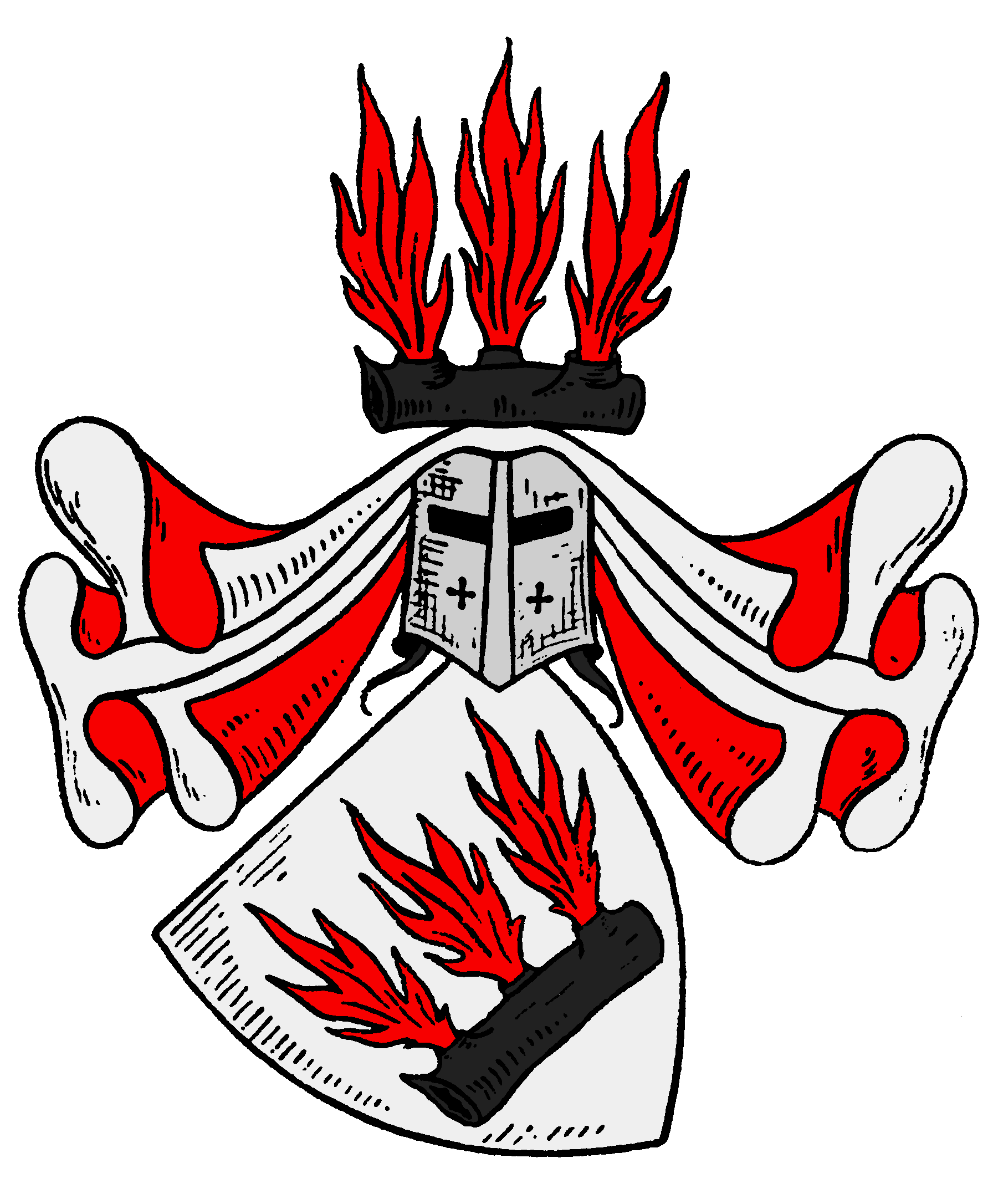
Wappen derer von Brandt

Brandt ist der Name eines ostpreußisches Adelsgeschlecht.
Die Familie ist von zahlreichen weiteren gleichnamigen Geschlechtern Brand(t), zu denen meist weder Stamm- noch Wappenverwandtschaft besteht, zu unterscheiden. Zweige der Familie bestehen bis heute.

## Geschichte

### Herkunft
Das Geschlecht Brandt wird dem meißnischen Uradel zugerechnet. Mit Domina Agnes de Brande tritt die Familie 1244 erstmalig urkundlich in Erscheinung. Seit Anfang des 15. Jahrhunderts tritt die Familie in Ostpreußen auf. Der in Meißen verbliebene Stamm ist Anfang des 19. Jahrhunderts erloschen.
Die ostpreußische Stammreihe teilt sich in zwei Linien und mehrere Zweige auf. Die erste Linie beginnt gesichert 1472 mit Achatius von Brandt, der Herr auf Hohendorf war. Die zweite Linie ist mit Georg von Brandt 1486 durch die Heirat mit Katharina von der Mülbe begründet.
Die Familie war von Anfang an ihrem Herrscherhaus, dem Vaterlande aber auch der Kirche stets verbunden. Dies hat sie durch die Übernahme verschiedene Ämter ausgedrückt, so hat die Familie hohe Ämter in der preußischen Armee und in der Verwaltung übernommen stellten aber auch einige Pastoren. Einer ihrer bekanntesten Vertreter war der Polizeipräsident von Königsberg und bis zu seinem Tode Landeshauptmann der Provinz Ostpreußen Rudolf von Brandt.
Die Familie war großer Land- und Gutsbesitzer, dies sicherte ihnen über die Generationen hinweg eine gefestigte Stellung in Ostpreußen, verschaffte ihr aber ebenso ein beachtliches Vermögen. Mit der Revolution und dem Versailler-Vertrag und den damit verbundenen Umbrüchen wurden viele Güter verkauft und Teile der Familie zog es in das Kernland des Reichs. Mit dem Vormarsch der Roten Armee flohen auch die letzten verbliebenen Mitglieder in den Westen, dabei musste aus Sorge vor Repressalien in Teilen die Nobilitierung abgelegt bzw. weggelassen werden. Noch heute bestehen in Deutschland verbreitet Teile der Familie.

## Wappen
- Blasonierung des Wappens des ostpreußischen Stamms: In Silber (oder Rot) ein balkenweise liegender, abgehauener schwarzer Baumstamm, aus dem oben drei rote Feuerflammen nebeneinander ausschlagen. Auf dem gekrönten Helm mit schwarz-silbernen (oder rot-silbernen) Helmdecken der Baumstamm mit Flammen vom Schild. (Mit einer Ausnahme im 17. Jahrhundert, bei dem im Schilde und auf dem Helm drei senkrechte Feuerbrände geführt wurden, hat die Familie stets dieses Wappen in Gebrauch.)
- Blasonierung des Wappens des sächsischen Stamms: In Gold ein schwarzer abgehauener gestümmelter schrägrechts gestellter Baumstamm, aus dem oben und an jeder Seite Feuerflammen schlagen. Auf dem Helm mit schwarz-goldenen Decken der Baumstamm mit Feuerflammen vom Schild senkrecht gestellt.

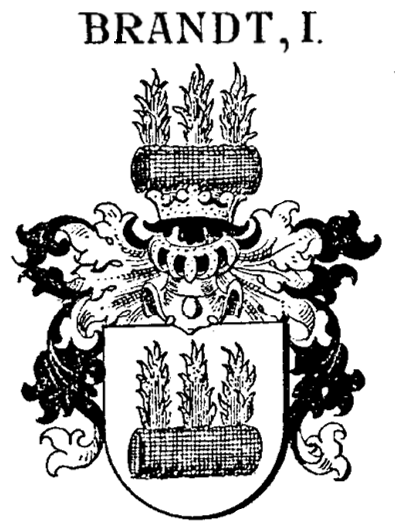
Wappen derer von Brandt (ostpreußischer Stamm) in Siebmachers Wappenbuch
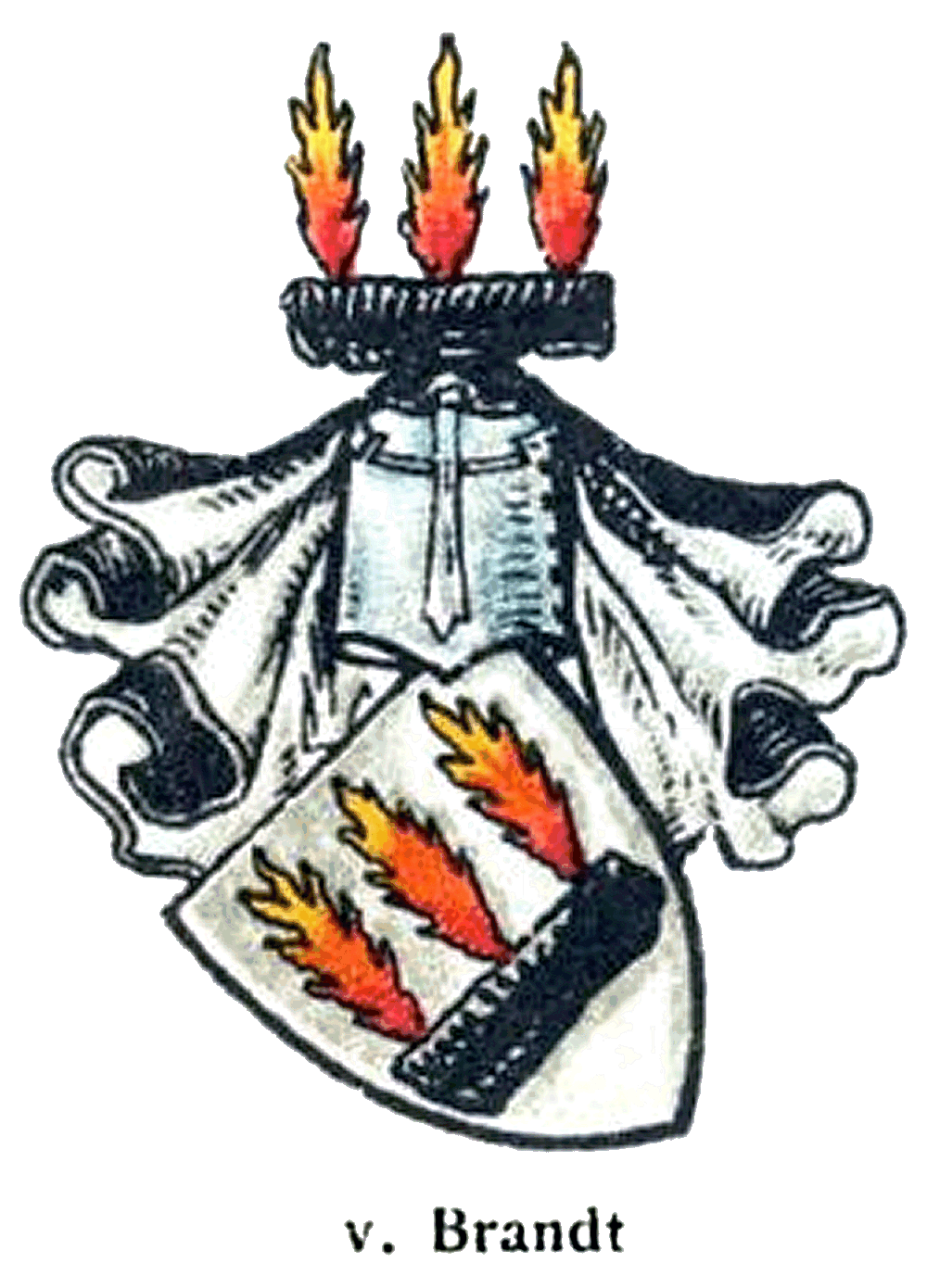
Wappen derer von Brandt von Adolf Matthias Hildebrandt
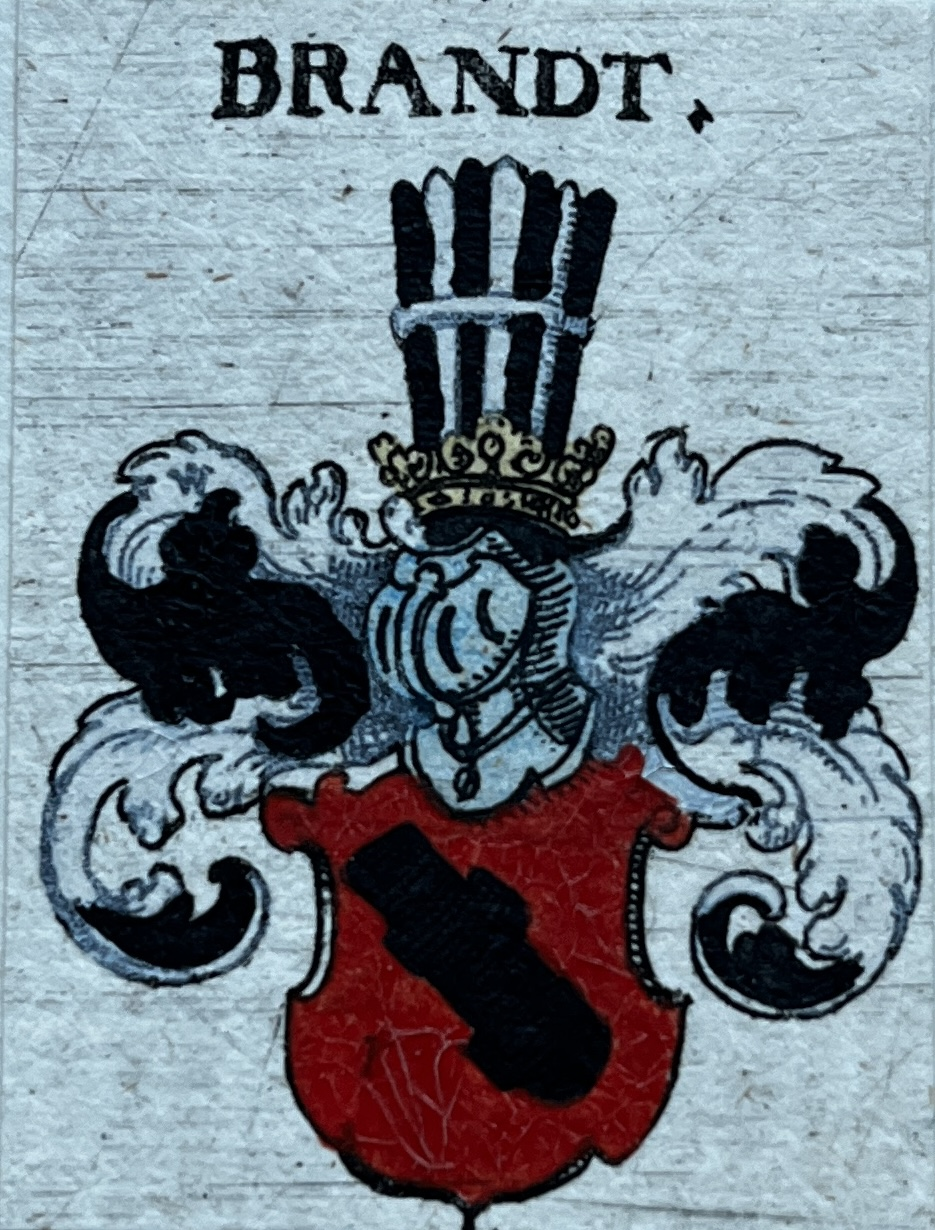
Wappen derer von Brandt (ostpreußischer Stamm) (Version aus 17. Jahrhundert)
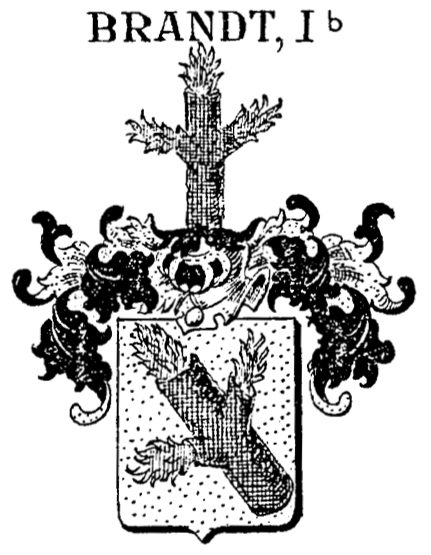
Wappen derer von Brandt (sächsischer Stamm) in Siebmachers Wappenbuch
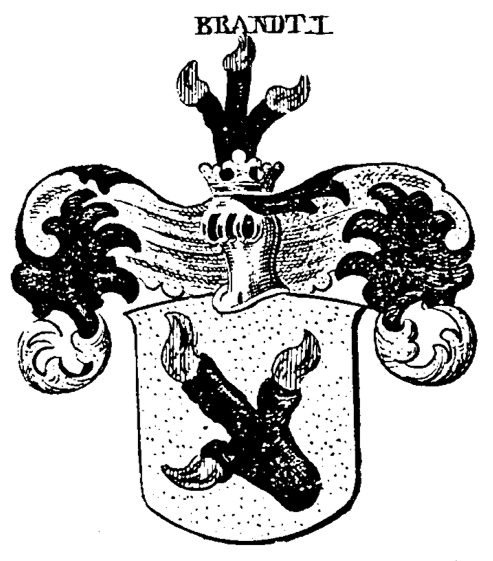
Wappen derer von Brandt (sächsischer Stamm) in Siebmachers Wappenbuch

## Angehörige

### Ostpreußischer Stamm
I. Linie
- Achatius von Brandt († 1480), Rittergutsbesitzer
- Ahasverus von Brandt (1580–1654), Obermarschall in Preußen und kurbrandenburgischer Regentschaftsrat
- Ahasverus Friedrich von Brandt (1680–1722), königlich schwedischer Oberstleutnant
- Wilhelm Friedrich von Brandt (1768–1851), königlich preußischer Landschaftsdirektor
- Wilhelm Ludwig von Brandt (1863–1891), königlich preußischer Rittmeister

II. Linie
- Georg von Brandt († 1494), Rittergutsbesitzer
- Hans von Brandt, 1600 Landrichter in Preußisch-Holland
- Georg Wilhelm von Brandt (1722–1802), königlich preußischer Regierungsrat und Justizdirektor in Saalfeld
- Iwan (Johann) Ernst Heinrich von Brandt (1806–1880), königlich preußischer Hauptmann und Rittergutsbesitzer
- Julius Xaver von Brandt (1834–1881), königlich preußischer Major und Rechtsritter des Johanniterordens
- Rudolf von Brandt (1835–1909), MdPrA, Polizeipräsident von Königsberg und Landeshauptmann der Provinz Ostpreußen[1]
- Hermann August von Brandt (1840–1871), königlich preußischer Major
- Ahasver von Brandt (1909–1977), deutscher Historiker und Archivar

### Sächsischer Stamm
- Nicol von Brand, verm. mit Margarete von Helldorff
- Erasmus von Brand, 1607 kurfürstlich sächsischer Gesandter in Frankreich
- Johann Friedrich von Brand (1596–1657), kurfürstlich sächsischer Geheimrat, Hofrichter und Steuereinnehmer
- Moritz Christoph von Brand (1768–1819), königlich preußischer Oberst
- Franz Julius von Brand (1801–1846), königlich preußischer Hauptmann im Füsilier-Bataillon des Infanterie-Regiments Nr. 12

## Eheallianzen
Historische Heiraten erfolgten u. a. zu den Geschlechtern: Mülbe, von der Osten, Unruh, von der Osten gen. Sacken, Burghagen, von der Trenck, Kleist, Le Tanneux von St. Paul, Kunheim, Finck von Finckenstein, Arnauld de la Periére, Ziegler und Klipphausen.

## Güter und Besitzungen

### Ostpreußischer Stamm
Zu den Besitzungen gehörten unter anderem die folgenden Rittergüter in Ostpreußen: Arnau (Kreis Mohrungen), Auer, Damerau (Kreis Heiligenbeil), Einsiedel, Faulen (Kreis Osterode), Frögenau (Kreis Neidenburg), Ganshorn (Osterode), Grunenfeld (Heiligenbeil), Hammersdorf, Hohenwalde, Jäckniss, Juden (Kreis Preußisch Holland), Konten, Lauben (Osterode), Loydau (Neidenburg), Ludwigsdorf, Mogden (Kreis Preußisch Eylau), Mücken (Heiligenbeil), Pellen, Peltzdorf, Plensen (Kreis Friedland), Poggersdorf (Heiligenbeil), Pomehlen (Mohrungen), Ponargen, Potgen (Heiligenbeil), Regitten (Kreis Braunsberg), Rohmsdorf (Friedland), Rosenhayn, Rosenhof (Heiligenbeil), Rossen, Schön, Schönfeld (Mohrungen), Schönstedt (Pr. Holland), Schreinen (Heiligenbeil), Seewalde (Osterode), Seubersdorf, Sonnenstuhl (Heiligenbeil), Tannenberg (Osterode), Taschendorf/Teschmendorf, Thymau (Osterode), Woiditken (Heiligenbeil).

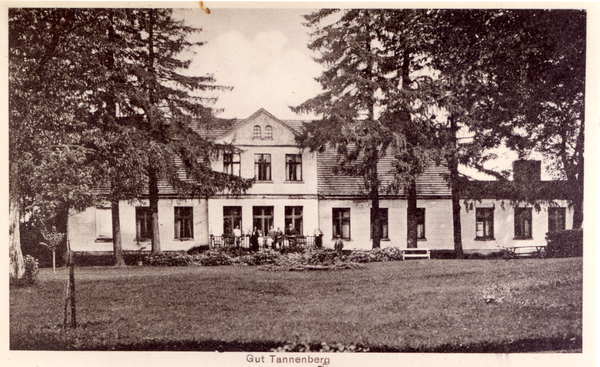
Gut Tannenberg, Ostpreußen
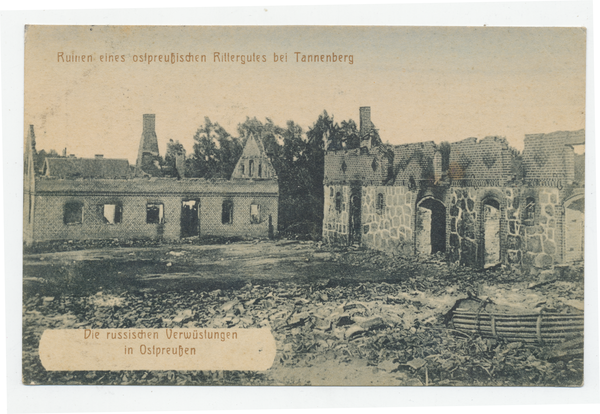
Das Gut Tannenberg nach der Zerstörung

### Sächsischer Stamm
In Sachsen, sowohl im preußischen Anteil wie im Königreiche und den Herzogtümern: Bodenstein, Drakendorf, Gleina, Goldschau, Haardorff, Kleinhelmsdorf, Hohendorff, Kehrdiz, Langen-Leuba, Löhmichen, Lucka, Niederhayn, Schlothenhoff, Steckelberg, Stützerbach, Zinna. In Böhmen: Schreckenstein.